# Rodik
Rodik (italijansko Roditti) je naselje na Krasu v Občini Hrpelje - Kozina.
Rodik stoji ob vznožju Brkinov, na sečišču dveh svetov. Kraški in brkinski svet loči bel kamen, ki je v spodnjem delu vasi. Stari del gručaste vasi je na pobočju nad staro cesto Divača–Kozina, novo naselje pa se steza od železniškega mostu v smeri proti Kozini. Vas leži na nadmorski višini 540–620 m pod hribom z gradiščem Ajdovščina (804 m) in stranskim vrhom Čuk (753 m) na zahodnem koncu grebena, kjer je prav tako obsežno gradišče in arheološko najdišče. Od juga proti severu ga obkrožata griča Maganka in Čelevo ter višje vzpetine Čuk, Luza in Tabor. Vas Rodik ima naslednje ulice: Podluza, Babenci, Plajnar, Dulanja in Guranja ulica, Na vasi, Sončna pot in Staze. Novi naselji pa sta Na Krasu in Dgnje.
Od nekdaj so bili Rodičani podjetni, saj so se v poletnem času umikali na senike, da so lahko sobe oddajali »tržaški gospodi«; vas je vedno imela gostilne in trgovino, osnovno šolo, rudnik, dom ostarelih, veliko živinoreje, ovčjereje ter sadjarstvo. Dobra je bila tudi prometna infrastruktura, tako je Rodik imel cestno povezavo in železniško progo. Imel je tudi lasten vodovod iz časa Marije Terezije. Voda je bila napeljana po ulicah, sredi vasi pa je tudi star vodnjak. Da so pogozdili kraške goličave, je že v letih 1853–1871 poskrbel idrijski rojak Jožef Schöpf.
Rodičani so ponosni tudi na bogato kulturno dediščino, saj so v vasi delovali Kulturno društvo Josip Jurčič, tamburaški orkester ter pevski zbor.
Seveda sta razvoj in način življenja spremenila tok dogodkov. Ostale so gostilne, trgovina, razvija se kmečki turizem, ceste so boljše, posodobila pa se je tudi železniška povezava, ki služi predvsem prevozu tovora. Vodovod je bil popolnoma obnovljen, prav tako napeljava. Vodo dobijo iz brestoviškega vodovoda, ki je preko Rodika speljan na Kozino in v Koper. V zadnjem desetletju je bilo obnovljeno pokopališče, zgrajena je bila mrliška vežica, obnovljena sta bila znameniti vaški vodnjak z izvirno vodo in hišica sredi polja, ki ji domačini rečejo pil, urejena je tudi razsvetljava. Cerkev sv. Trojice je bila prenovljena v več etapah, ravno tako zvonik, ki je dobil tudi novo uro. Sredi vasi stoji spomenik, ki spominja na mlade rodiške žrtve v drugi svetovni vojni.